# Теория организаций
Теория организаций — это социологическое изучение формальных общественных организаций, таких как бизнес и бюрократия, и их взаимосвязи с окружающей средой, в которой они работают. Она дополняет исследования организационного поведения и управления персоналом.

## Развитие организаций
Организации, которые определены как "социальные структурированные единицы людей, которым удалось удовлетворить некую потребность или преследовать общие цели («Организации»), выросли в США в различных социальных и исторических контекстах.. Некоторые из этих факторов приписывают к созданию организаций, являющихся жизнеспособными и необходимыми опциями для граждан, и они построены друг на друге, чтобы поднять организации до уровня важности, на котором они находятся на сегодняшний день.
В 1820 году около 20 % населения Соединённых Штатов зависело от доходов в форме заработной платы. К 1950 году это число увеличилось до 90 %. Как правило, фермеры и ремесленники были единственными к 1950 году, кто не зависел от работы на кого-то другого; до этого, большинство людей были способны выживать благодаря охоте и выращиванию своих продуктов питания, создавая собственные запасы, оставаясь при этом почти полностью самостоятельными. Так как транспортировка стала более эффективной, а технологии получили дальнейшее развитие, самодостаточность стала экономически плохим выбором. Также как и на Текстильных фабриках Лоуэлла, различные машины и процессы стали внедряться в каждый шаг производственного процесса, таким образом делая массовое производство более дешёвой и быстрой альтернативой индивидуальному контролю. Кроме того, поскольку население выросло, а транспортировка развивалась, предорганизационная система изо всех сил пыталась поддержать потребности рынка. Эти условия были сделаны для населения, зависящего от заработной платы, которое искало рабочие места в растущих организациях, что привело к переходу от индивидуального и семейного производства.
В дополнение к зависимости от заработной платы, внешние условия индустриализации также создали идеальную возможность для роста организаций. Различные отрицательные эффекты, такие как загрязнение, несчастные случаи на рабочих местах, слишком густонаселённые города, безработица, стали нарастающими проблемами. Вместо небольших групп, таких как семьи и церкви, которые были способны контролировать эти проблемы, поскольку сталкивались с ними в прошлом, новые организации и системы требовались для того, чтобы подавить их усиленные эффекты. Маленькие ассоциации, которые имели различные социальные проблемы в прошлом, больше не были жизнеспособны и были включены в состав более больших официальных организаций. Эти организации были менее персональными, более отдалёнными и более централизованными, но то, чего им не хватало при местоположении, они восполнили в эффективности. Наряду с зависимостью от заработной платы и внешними условиями, рост промышленности также сыграл большую роль в развитии организаций. Рынки, которые быстро росли, нуждались в сотрудниках — из-за этого появилась необходимость разработки организационных структур, которые бы руководили и поддерживали этих новых сотрудников. Некоторые первые фабрики Новой Англии сначала полагались на дочерей фермеров, позже, поскольку экономика изменилась, они начали полагаться на самих фермеров, и наконец, европейских иммигрантов. Много европейцев уехали из своих домов из-за потенциала американской промышленности, и приблизительно 60 % этих иммигрантов остались в США. Они стали постоянным классом рабочих в экономике, которая позволила фабрикам увеличивать производство и производить больше, чем раньше. С этим большим ростом появилась потребность в организациях и управлении, которое ранее не было востребовано на предприятиях малого бизнеса и фирмах.
В целом, исторический и социальный контекст, в котором организации выросли в Соединённых Штатах, способствовал не только развитию организаций, но и их распространению и разрастанию. Зависимость от заработной платы, внешние условия и рост отраслей промышленности — всё это сыграло роль в переходе от индивидуального, семейного производства, регулирования и производства в небольших группах к крупным организациям и структурам.
Хотя спад в сфере малого бизнеса не может показаться обоснованным доказательством того, как развитие в организациях приводит к увеличению совокупной экономической отдачи, он иллюстрирует беспощадную природу капитализма. Поскольку организации развиваются, они поглощают меньшие организации, которые не могут выдержать конкуренцию на высоком уровне, но также учитывают инновационное управление и производственные методы для других, более крупных компаний. Развитие организаций требует более высокий уровень набора навыков рабочих, при этом продолжая расти. Также это развитие создаёт меры предосторожности на передовых технологиях. Это усиливает потребность в специализации и учёта функционализма в различных организациях и их соответствующих обществах. Посредством большого продвижения во взаимодействии капиталистической бюрократии, развитие организаций — это то, что заставило современные фирмы процветать в современном обществе.

## Конкурирующие теории организаций
Поскольку организации реализуются в течение долгого времени, многие люди задумывались, какая же лучше. Эти теории организаций включают Бюрократию, Рационализацию (научная организация труда), и Разделение труда. Каждая теория предоставляет свои преимущества и недостатки при реализации. Тем не менее, нет абсолютно лучшего способа организовывать труд. Например, разделение труда может быть более эффективным для автомобильной компании, в то время как бюрократия более эффективна для государственной программы, такой как FDA.
Идеал бюрократии Вебера
- Официальная Юрисдикция по всем направлениям упорядочена по правилам или законам, которые уже реализованы.
- Существует офисная иерархия — система, в которой более высокие офисы осуществляют контроль над более низкими офисами.
- Управление современным офисом основывается на письменном правиле, которое сохранилось в первоначальном виде.
- Офисное управление требует наличия обучения или специализации.
- Когда офис полностью развит/установлен, требуется полная работоспособность людей.
- Правила устойчивы и могут быть изучены. Знание этих правил может быть рассмотрено как специализация в бюрократии (они позволяют управлять в обществе)

Когда бюрократия реализуется, они могут обеспечить подотчётность, ответственность, контроль и согласованность. Наём сотрудников будет беспристрастным и совершаться по определённой системе.
Хотя классическая перспектива поощряет эффективность, она часто подвергается критике, так как игнорирует потребности человека. Кроме того, она редко принимает во внимание человеческие ошибки или изменчивость рабочей эффективности (каждый работник отличается)
Катастрофа шаттла «Челленджер»: неучтённая возможность человеческой ошибки. Инцидент на острове Три-Майл

### Перспектива рациональной системы
Рациональной организационной системе состоит из двух частей: Специфики Целей и Формализации. Специфика цели позволяет предоставлять руководящие указания для конкретных задач наряду с регламентированным способом распределения ресурсов. Формализация — способ стандартизировать организационное поведение. В результате будут устойчивые ожидания, которые создают рациональную организационную систему.
- Научный менеджмент: Тейлор проанализировал, как увеличить количество продукции с наименьшим количеством входных данных. Это была попытка Тейлора рационализировать отдельного работника.
  1. Разделение работы между менеджерами и работниками
  2. Стимулирование системы (на основе производительности)
  3. Квалифицированные научные работники
  4. Создание науки для обязанностей каждого человека
  5. Проверка того, что работа сделана в срок/эффективно

Есть проблемы, которые возникли из научной организации труда. Одной из них является то, что стандартизация приводит к протесту работников против монотонности и однообразия. Другой является то, что работники могут отказаться от системы мотивации, потому что они будут обязаны постоянно работать на оптимальном уровне, на что рассчитывать не реалистично.

### Разделение труда
Разделение труда — специализация отдельных трудовых ролей. Это часто связано с ростом производства и торговли. Согласно Адаму Смиту, разделение труда является эффективным из-за трёх причин: профессиональная специализация, экономия от неизменных задач, и машины, заменившие человеческий труд. Профессиональная специализация приводит к повышенной производительности и отличным навыкам. Кроме того, Смит утверждал, что человеческий и физический капитал должен быть подобным или подобран; если навыки рабочих будут согласованы с технологическими улучшениями, произойдёт значительное увеличение производительности.
Хотя разделение труда часто рассматривается как неизбежная вещь в капиталистическом обществе, есть несколько определённых проблем, которые могут возникнуть. Они включают нехватку творческого потенциала, монотонность и нехватку мобильности. Творчество, естественно, страдает из-за монотонной атмосферы, которую создаёт разделение труда. Ежедневная рутина подходит не всем. Кроме того, сотрудники не знакомы с другими частями работы. Они не могут помочь работодателям в различных частях системы.

### Теория модернизации
Модернизация «началась, когда национальное сельское население начало двигаться из сельской местности в города» (Shah 3). Речь идёт о прекращении традиционных методов, чтобы стремиться к более современным эффективным методам организации. Урбанизация является неотъемлемой характеристикой общества, потому что формирование приоритетных отраслей и производства вызовет максимизацию прибыли. Было бы справедливо предположить, что наряду с ростом населения, в результате последующей урбанизации, возникнет спрос на интеллигенцию и образованную рабочую силу (Shah 3). После 1950-х, Западная культура использует средствами массовой информации, чтобы сообщить о своей удаче, связанной с модернизацией. Это освещение вызвало «психологическую мобильность» среди социального класса и увеличило стремления многих дарований в экономически развивающихся странах. (Shah 4). Согласно этой теории, любая страна может быть модернизирована, взяв за основу Западную цивилизацию.
Хотя эта теория модернизации, казалось, имеет только преимущества, страны на Ближнем Востоке увидели эту теорию в новом свете. Ближневосточные страны полагали, что освещение модернизации в СМИ подразумевало, что более «традиционные» общества «не поднялись до более высокого уровня технического прогресса» (Shah 6). Таким образом, по их мнению, движение, которое приносит пользу тем, кто имеет денежные средства на модернизацию технологического развития, будет дискриминировать меньшинства и бедные массы (Shah 6). Таким образом, они не хотели проводить модернизацию из-за экономического разрыва, который бы появился между богатыми и бедными.
Рост модернизация проходил в начале 1950-х годов. В течение следующего десятилетия люди проанализировали распространение технологических новшеств в пределах Западного общества и коммуникации, которые помогли ему распространиться глобально («Теория модернизации»). Эта первая «волна», как стало известно, имела некоторые серьёзные последствия . Во-первых, экономическое развитие было усилено благодаря распространению новых технологических методов. И во-вторых, модернизацию поддержало более образованное общество (как упоминалось выше), и, таким образом, более квалифицированная рабочая сила («Теории Модернизации»). Вторая волна прошла в период с 1960 и 1970. Этот период был назван антимодернизация, потому что в этом импульсе инноваций западного общества в развивающиеся увидели проявление доминирования («теория модернизации») . Это опровергло концепцию использования СМИ для улучшения жизни общества. Последняя волна теории модернизации, которая состоялась в 1990-е годы, изображает беспристрастность (Perrow 737). Так как использование газет, телевизоров и радио становится всё более распространёнными, потребность в прямом контакте, понятие, которым гордились традиционные организации, уменьшается. Таким образом организационные взаимодействия становятся более отдалёнными («Теория Модернизации»).
По словам Фрэнка Доббина, современным взглядом на мир является идея о том, что « современные институты прозрачно целенаправленны и что мы находимся в середине эволюционного развития, двигаясь в сторону более эффективных форм (138) .» Эта фраза олицетворяет цель современных фирм, бюрократии, и организаций для обеспечения максимальной эффективности. Ключом к достижению этой цели является научные открытия и инновация (Доббин 139). Доббин обсуждает устаревшую роль культуры в организациях. " Новые институционалисты " исследовали значимость культуры в современной организации (Доббин 117) . Однако, рационалистическое мировоззрение противоречит использованию культурных ценностей в организациях, заявляя, «трансцендентные экономические законы существуют, что существующие организационные структуры должны функционировать под параметры этих законов, и что окружающая среда устранит организации, которые принимают неэффективные решения» (Доббин 138). Эти законы управляют современными организациями и приводят их в направлении, которое эффективно максимизирует прибыль. Таким образом, современность организаций должна произвести максимальную прибыль, посредством использования средств массовой информации, технологических новшеств и социальных новшеств, чтобы эффективно распределять ресурсы для улучшения мировой экономики.

## Классическая перспектива
Классическая точка зрения появляется из Промышленной революции и центров по теории эффективности. Существует два подраздела по классической точке зрения: научный менеджмент и теория бюрократии

### Эффективность и целенаправленность аргументов в веберовской бюрократии
Макс Вебер считал, что идеальная бюрократия состоит из шести специфических особенностей : иерархии власти, безличности, написанных правил поведения, продвижения на основе достижений, специализируемого разделения труда, и эффективности. Эта конечная характеристика веберовской бюрократии, в которой говорится, что бюрократия очень эффективна, является спорной и не принятой многими социологами. Существуют положительные и отрицательные последствия бюрократии и веские доводы в пользу как эффективности, так и неэффективности бюрократии.
Работа Макса Вебера был опубликована в конце 1800-х и начале 1900-х, до его смерти в 1920 году. На неё до сих пор ссылаются сегодня в области социологии. Веберская теория бюрократии утверждает, что бюрократия является наиболее эффективной формой организации. Вебер утверждал, что бюрократия необходима для обеспечения непрерывного функционирования общества, которое стало неожиданно более современным и сложным в прошлом веке . Кроме того, он утверждал, что без структурированной организации бюрократии, наше сложное общество было бы гораздо хуже, так как оно будет действовать неэффективным и расточительным образом . Он видел бюрократию как организацию, ведущую к определённым целям, достигающихся эффективно. Кроме того, в рамках организации, которая работает по бюрократическим стандартам, работники будут лучше обеспечены из-за интенсивного регулирования и детальной структуры. Кроме того, бюрократия ограничит своевольные и несправедливые личные симпатии, это означает, что поиск и наём работников будет полностью заслуженным.
Вебер видел бюрократии как автономные, эффективные организации, но также замечал, что видит падение бюрократии. Он признал, что существуют изъяны в бюрократической системе. Прежде всего то, что бюрократия находилась под властью малого количества людей с практически безграничной властью. Это, как правило, приводит к ситуации олигархии, в результате которой небольшое количество чиновников становятся политической и экономической властью. Вебер считал дальнейшую бюрократизацию «неизбежной судьбой», так как она, якобы, превосходит другие формы организации. Анализируя бюрократию, Вебер пришёл к мнению, что она слишком ограничивает индивидуальную свободу человека, и он боялся, что люди будут полностью контролируемы бюрократией. Обоснование его мнения идёт от того, что строгие методы управления и законные формы власти, связанные с бюрократией, устраняют человеческую свободу.
Независимо от того, стоит ли рассматривать бюрократию положительной или отрицательной, веберовская бюрократия стремится предложить целенаправленный довод. Теория, в данном случае бюрократии, считается целенаправленной, если речь идёт о направленности на конкретные цели. Вебер утверждал, что бюрократические структуры целенаправленных организаций, используют их эффективность и рациональные принципы для достижения своих целей. Целенаправленный анализ бизнеса приводит к участию всех вовлечённых заинтересованных сторон в процессе принятия решений. Целенаправленный взгляд веберовской бюрократии говорит о том, что все участники организации имеют различные цели, и попытаются найти наиболее эффективный путь к их достижению.

### Научная организация труда
Основная статья: Научная организация труда
Теория Научной организации труда была введена Фредериком Уинслоу Тейлором для стимулирования эффективности производства и производительности. Тейлор утверждал, что неэффективность может контролироваться через управление производством как наука. Тейлор определяет научное управление как «связанное с точным знанием того, как вы хотите, чтобы люди поступали, чтобы затем смотреть, как они делают это эффективным и самым дешёвым способом.» По словам Тейлора, научное управление влияет как на работников и работодателей, так и подчёркивает контроль рабочей силы со стороны руководства.

#### Принципы научной организации труда
Основная статья: Принципы научной организации труда
Тейлор выделяет четыре принципа теории научной организации труда:
1. Создание научного метода измерения, который заменяет метод, основанный на опыте
2. Акцент ставится на обучение работников руководством
3. Сотрудничество между менеджером и работников для соблюдения принципов
4. Равное разделение труда между менеджерами и рабочими[24]

### Бюрократическая теория
Основная статья: Бюрократия
Учёным, наиболее тесно связанным с бюрократической теорией является Макс Вебер. В «Экономике и Обществе», его книге, опубликованной в 1922 году, Вебер формулирует необходимые условия и описывает характеристики бюрократии. Организация, управляемая в соответствии концепции бюрократии Вебера, характеризуется наличием безличных должностей, которые зарабатываются, а не наследуются, руководствуясь правилам принятия решений, профессионализмом, субординацией, определённой ответственностью и ограниченным авторитетом.
Вебер начинает своё обсуждение бюрократии, вводя понятие «юрисдикционные области»: учреждения, регулируемые определённым набором правил или законов. В «области юрисдикции», регулярные виды деятельности назначаются в качестве должностных обязанностей, назначение этих обязанностей происходит через набор правил, а обязанности исполняются квалифицированными специалистами. Эти элементы составляют бюрократическое агентство в случае господства бюрократического предприятия в частном секторе экономики.
Есть несколько дополнительных функций, которые включает бюрократия Вебера:
- Можно найти использование иерархической системы во всех бюрократических структурах. Это означает, что офисы более высокого уровня контролируют офисы более низкого уровня.
- В бюрократии, личные вещи хранятся отдельно от денежных средств агентства или предприятия.
- Люди, которые работают в бюрократии, обычно обучаются по соответствующей специализации.
- Бюрократические чиновники будут способствовать их полной трудоспособности в организации.
- Должности, связанные с бюрократической организацией, должны следовать определённому набору общих правил.

Вебер утверждал, что в бюрократии, принятие на должность или в офис означает предположение о конкретном исполнении служебных обязанностей, необходимых для организации. Эта концепция отличается от исторических рабочих отношений, в которых работник обслуживал конкретного управляющего, а не учреждение.
Не Иерархическая природа бюрократии позволяет сотрудникам продемонстрировать достигнутый социальный статус Когда должностное лицо избирается, а не назначается, этот человек больше не является чисто бюрократической фигурой. Он получает свою власть «снизу», а не "сверху ". Когда высокопоставленный офицер выбирает должностных лиц, они, скорее всего, будут выбраны по причинам, связанным с симпатией, чем к компетенцией нового сотрудника. Когда высококвалифицированные сотрудники необходимы для бюрократии, компетентные сотрудники, скорее всего, будут отобраны.
По Веберу, если «управление на всю жизнь» юридически гарантируется, офис воспринимается менее престижно, чем должности, которые могут быть заменены в любое время. Если «срок управления» или «права на офис» увеличивается, то уменьшается возможность карьерного роста для амбициозных новых сотрудников и общая техническая эффективность становится менее гарантированной
В бюрократии, зарплаты предоставляются должностным лицам. Сумма определяется на основании ранга и помогает показать желательность должности. Также существуют бюрократические должности, где со стабильной карьерой существует вознаграждение за выслугу лет.
Вебер утверждает, что развитие " денежной экономики " является «нормальным условием для неизменённого выживания, если не создания, чистых бюрократических администраций» . Так как бюрократия требует постоянных доходов от налогообложения или частной прибыли для того, чтобы поддерживаться, денежная экономика является наиболее рациональным способом обеспечения её дальнейшего существования.
Вебер утверждает, что чиновники в бюрократии имеют право собственности на их офис и попытки эксплуатации со стороны начальника означают отказ от бюрократических принципов. Он говорит, что предоставление стимулов статуса низшим по рангу помогает им поддерживать чувство собственного достоинства и в полной мере участвовать в иерархических структуре Мишель Крозье пересмотрел теорию Вебера в 1964 году. Он определил, что бюрократия является ущербной, потому что иерархия взывает людей участвовать в корыстной борьбе за власть, которая наносит ущерб эффективности организации.

### Критика классической перспективы
Теории Вебера были предназначены для установки почвы для других организаций, характеристики которых настолько идеальны, что они невозможны для любой существующей организации. Он хотел, чтобы придумали ряд руководящих принципов, которые благоприятствовали бы как эффективности, так и, что самое главное, условиям, которые сделали бы рабочих главным приоритетом. Ранее теоретики искажали взгляды Вебера, и сегодня люди всё ещё делают те же ошибки, как это было, когда взгляды Вебера впервые появились. Он всегда подвергался критике со стороны филиалов ОАО из за своих идей, которые не работают на самом деле, но дело было не в его теории создания организации, а в создании идеальной модели для других организаций для подражания.
Вебер считал, что с помощью человеческой логики в его системе, мы могли бы добиться улучшения условий жизни людей на различных рабочих местах. Сложность в организации даёт наивысший успех, поэтому упрощение приводит к иллюзиям власти и интенсивной иерархической власти, являющихся ложными со мнению Вебера.
Другая критика теории Вебера направлена со стороны эффективности. Высокая эффективность, в теории, может быть достигнута через чистую работы, не обращая внимания на рабочих (например, на долгие часы с небольшой зарплатой), поэтому упрощение может быть опасным. Если бы мы взяли характеристику с упором только на эффективность, казалось бы, что Вебер продвигает нездоровые условия работы, когда на самом деле, он хотел абсолютно другого. Если взять все характеристики, то получим идеальную организацию, но так как чистую бюрократию почти невозможно получить, эффективность занимает последнее место в убеждениях. Хотя его теории включают характеристики высокоэффективной организации, мы должны помнить, что эти характеристики предназначены только для установки модели для других организаций, чтобы им подражать, и если все остальные условия не являются идеальными, организация не является идеальной. Неужели это плохо, что приоритеты Вебера были для людей, а не самой компании?
При этом сказано, что характеристики теории Вебера должны идеально подходит для бюрократии и функционировать на самом высоком потенциале. " Подумайте о понятии, как о столе с выдвижными ящиками в нём, который, кажется, взывает к вам, требуя, что всё должно лежать по своим ящичкам " (Теория Бюрократии) . Если один предмет в ящичке не соответствует месту, весь ящик становится неопрятным, соответствуя как раз тому случаю в теории Вебера, если одна характеристика не соблюдается, то остальные не в состоянии работать в унисон, в результате чего потенциал организации падает.
Одной из характерных черт, которые должны быть лучшими условиями на рабочем месте, это его управление: " Организация придерживается иерархического принцип — подчинённые выполняют приказы начальства, но имеют право на апелляцию (в отличие от более размытых структур в традиционной власти) " (Бюрократия (Вебер)) . Другими словами, все в компании или какой-либо рабочей среде имеют возможность и право не соглашаться или высказаться, если они недовольны чем-то, а не скрывать своё мнение в страхе потерять работу. Открытое общение является очень важной частью идеальной бюрократии Вебера, и практикуется сегодня. Из-за общения она не может быть наиболее эффективной, но Вебер утверждают, что улучшение условий для человека являются более важными, чем эффективность.
Трудно критиковать теории Вебера строго из-за того, что они являются теориями, их почти невозможно выполнить в реальной жизни, поэтому как мы можем знать, если они работают или нет? Они просто набор руководящих принципов, которые составляют бюрократию, которую сегодня многие считают лучшим способом для запуска организаций во всех аспектах.

## Неоклассическая перспектива
Неоклассическая перспектива началась с исследований Хоторна в 1920-х годах . Такой подход дал акцент на «аффективные и социально — психологические аспекты человеческого поведения в организациях.» Движение человеческих отношений являлось движением, основной задачей которого было сосредоточиться на такие темы, как мораль, лидерство и основные факторы, которые помогают в сотрудничестве в области Организационного поведения.

### Хоторнское исследование
Ряд социологов и психологов внесли большой вклад в изучение неоклассической перспективы, которая также известна как школа мышления о человеческих отношениях. Элтон Мейо и его коллеги были самыми важными участниками, способствующими этому исследованию из-за их знаменитого исследования Хоторн от "Hawthorne завода Western Electric Company между 1927 и 1932 году. ". В ноябре 1924 года группа исследователей — профессоров из знаменитого Harvard Business School США начали исследование человеческих аспектов работы и условий труда в Хоторне завода Western Electric Company, Чикаго. Компания производила звонки и другое электрическое оборудование для телефонной промышленности. Профессорами, включёнными в научно-исследовательские группы были Элтон Мейо (психолог) , Ретлисбергер (социолог) и Уильям Диксон (представитель компании). Команда проводила четыре отдельных эксперимента на протяжении семи лет. Это были :
1. 'Illumination Experiments (Эксперименты с освещением) (1924-27), чтобы выяснить влияние освещения на производительность работника .'
2. 'Relay Assembly Test Room experiment (1927-28), чтобы выяснить, влияние изменения количества часов работы на производительности труда .'
3. 'Experiment in interviewing Working (Эксперимент в собеседовании с работниками) : В 1928 году около 20000 рабочих были опрошены в течение двух лет. Открытие неформальной организации и её связь с формальной организацией было знаковым экспериментом в интервью работников. Это эксперимент привёл к более богатому пониманию социальной, межличностной динамики людей на работе.'
4. 'Bank wiring Room Experiments (1931-32), чтобы выяснить социальную систему организации.'

### Результаты Хоторнских исследований
В результате Хоторнских исследований был сделан вывод, что, хотя финансовые мотивы и были главными, социальные факторы не менее важны в определении «сотрудник-производительность».
Хоторнский Эффект являлся улучшением производительности между сотрудниками, он характеризовался :
- Удовлетворительными взаимоотношения между сотрудниками
- Он классифицировал персонал как социальных существ и предполагал, что чувство принадлежности к рабочему месту является важным фактором для повышения уровня производительности.
- Эффективная организация труда дала понять, как люди взаимодействовали и вели себя в рамках группы.
- Попытки управления улучшить навыки межличностного общения через мотивации, общение и консультирование.
- Это исследование призывает менеджеров приобрести минимальные знания поведенческих наук, чтобы иметь возможность понять и улучшить взаимодействие между сотрудниками.

### Критика Хоторнских исследований
Критики считали, что Майо внёс большой вклад с социальной стороны исследования, а не со стороны потребностей организации. Кроме того, они считали, что его исследования управляют сотрудниками, так как это влияет на их эмоции, что делает их удовлетворёнными, однако это всего лишь инструмент, который в настоящее время используется для увеличения продуктивности организации.

## Перспектива окружающей среды

### Теория ситуаций
Теория ситуаций это класс поведенческой теории, который утверждает, что нет лучшего пути организовать корпорацию, кроме как возглавить компанию или принимать решения. Организационный стиль, лидерство, или стиль принятия решений, который является эффективным в некоторых ситуациях, не может быть успешным и в других ситуациях. Стиль оптимальной организации, руководство или принятие решений зависит от различных внутренних и внешних ограничений (факторов) .

#### Факторы Теории ситуаций
Некоторые примеры таких ограничений (факторов) включают в себя:
- Размер организации
- Приспособление фирмы к окружающей среде
- Различия между ресурсами и процессами деятельности

##### 1. Теория ситуаций организационного стиля
В теории ситуаций в организации говорится, что не существует универсального или лучшего способа управления организацией. Во-вторых, организационная структура и её подсистемы должны «вписаться» в окружающую среду и, наконец, эффективные организации должны не только вписаться «в окружающую среду», но и между её подсистемами.

##### 2 . Теория ситуаций лидерства
В теории ситуаций, успех лидера является суммой различных факторов в виде подчинённых, задач, и / или групповых переменных. Следующие теории использовали различные стили лидерства с учётом потребностей, созданных различными организационными ситуациями. Некоторые из этих теорий:
- Теория Ситуаций: Теория ситуационной модели, разработанная Фредом Фидлером, объясняет, что эффективность группы является результатом взаимодействия между стилем лидера и характеристикой среды, в которой лидер работает.
- Херси — Бланшар ситуационная теория. Эта модель расширила понятие отношений и задач к лидеру и измерение готовности.

##### 3 . Теория Ситуаций принятия решений
Эффективность процедуры принятия решений зависит от ряда аспектов:
- Важность качества принимаемых решений и принятия.
- Количество соответствующей информации, которой владеет лидер и подчинённые.
- Количество разногласий среди подчинённых по отношению к их альтернативам.[33]

#### Критика теории ситуаций
Утверждалось, что теория ситуаций означает, что лидер является единственным решением, для исправления любых проблем, стоящих перед руководством в некоторых организационных структурах. Кроме того, сама ситуационная модель была поставлена под сомнение в её достоверности.

### Системные свойства организации[35]
Система (от греч. systema — целое, составленное из частей; соединение), множество элементов, находящихся в отношениях и связях друг с другом, которое образует определённую целостность, единство.
При определении понятия системы необходимо учитывать теснейшую взаимосвязь его с понятиями целостности, структуры, связи, элемента, отношения, подсистемы и др.
Основные системные принципы (Система / Большая Советская Энциклопедия):
1) целостности — принципиальная несводимость свойств системы к сумме свойств составляющих её элементов и невыводимость из последних свойств целого; зависимость каждого элемента, свойства и отношения системы от его места, функций и т. д. внутри целого;
2) структурности — возможность описания системы через установление её структуры, то есть сети связей и отношений; обусловленность поведения системы поведением её отдельных элементов и свойствами её структуры;
3) взаимозависимости системы и среды (формирует и проявляет свои свойства в процессе взаимодействия со средой, оставаясь при этом ведущим активным компонентом);
4) иерархичности — каждый компонент, будучи элементом общей системы, может рассматриваться самостоятельно как отдельная система, а исследуемая в данном случае система представляет собой один из компонентов более широкой системы («холон»);
5) множественности описания — принципиальная сложность системы требует построения множества различных моделей, каждая из которых описывает лишь её определённый аспект и др.
Системные принципы легли в основу «системных свойств организации», которые описаны в теории менеджмента.
Некоторые определения, представленные в «теории организации» по своему значению отражают системные принципы:
— структурность является эквивалентом связности;
— взаимозависимость системы и среды по своей сути имеет сходство с понятиями гомеостазис и самосохранение.
Сравнивая содержание понятий, можно сделать вывод, что в теории организации используются три первых системных принципа, что касается иерархичности и множественности описания — эти принципы стали предметной областью прикладных научных знаний.
При этом широкое распространение получило системное свойство «эмерджентность», которое встречается во всех учебниках и учебных пособиях по теории организации. На практике это свойство чаще используется как эффект синергии и находит отражение в публикациях, посвящённых организационному развитию предприятий.
В некоторых изданиях системные свойства имеют расширенную структуру и детализированную классификацию. Безусловно, это позволяет расширить границы познания и, в дальнейшем, применять в процессе исследования организаций.
Однако важно обратить внимание на смысл изучения системных свойств организации и их предназначение. Так, например, основные системные принципы лишь в своей совокупности позволяют идентифицировать понятие «система». В свою очередь, совокупность системных свойств позволяет организации быть системой.
Таким образом, рассматривая любую организацию как систему можно выявить следующие свойства: 1) целостность; 2) структурность (связность); 3) эмерджентность; 4) гомеостазис (самосохранение).
В случае утраты одного из системных свойств возникает угроза разрушения организации. Здесь речь идёт о том, что независимо от способности осознания или распознания того или иного свойства на примере организации — именно одновременное их присутствие позволяет организации быть системой.
1) Целостность — свойство организации быть единым целым независимо от количества и сложности компонентов, входящих в её состав. Каждый элемент обладает своими качествами, проявляет индивидуальные свойства и имеет определённое место в общей структуре организации, при этом вся совокупность элементов образует единую систему.
2) Структурность (связность) - взаимное воздействие элементов организации друг на друга, формирующие связи и отношения. Выявление и определение этих взаимосвязей позволяют описать структуру организации.
3) Эмерджентность — наличие у системы дополнительных особых свойств, не присущих её подсистемам. Потенциал организации больше суммы потенциалов элементов, входящих в систему по отдельности.
4) Гомеостазис (самосохранение) — поддержание существенно важных для сохранения системы параметров в допустимых пределах. Организация стремится сохранить свой потенциал под воздействием внешней и внутренней среды.
Каждая организация является элементом природы и общества и представляет собой систему независимо от нашего осознания. Отличие лишь в эффективности работы системы, которая может развиваться успешно, или наоборот — деструктивно. Успешное развитие любой компании зависит от способности высшего менеджмента комплексно воспринимать организацию как систему, а все производственно-хозяйственные аспекты деятельности должны быть формализованы в соответствующих внутрифирменных документах.
Таким образом, важность грамотной идентификации и осознания системных свойств организации заключается в следующем: оценка проявления каждого свойства позволяет диагностировать слаженность работы всех элементов внутри организации и управлять развитием компании, обеспечивая положительную динамику жизненного цикла. Выявление слабого или деструктивного проявления одного из системных свойств (целостность, структурность, эмерджентность, гомеостазис), является индикатором необходимости соответствующих управленческих решений по устранению негативных процессов, которые позволят трансформировать негативное проявление внутрифирменных элементов в позитивное развитие организации как успешной и процветающей системы.